# Zhongshan (Staat)

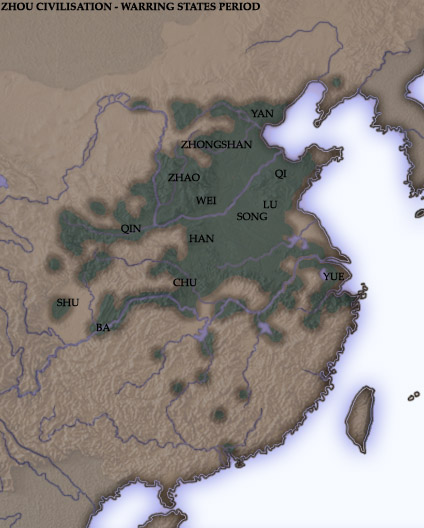
Karte mit den Sieben Mächten (Qīxióng) und einigen schwächeren Staaten.

Zhongshan (chinesisch 中山, Pinyin Zhōngshān oder 中山國,  Zhōngshānguó), das auch als Xianyu (鮮虞,  Xiānyú) bezeichnet wird, war ein von den Bai Di (白狄,  Bái Dí) und anderen Volksgruppen gegründeter antiker Staat zur Zeit der Frühlings- und Herbstannalen und der Zeit der Streitenden Reiche. Er wurde von den Chinesen als „Barbarenstaat“ betrachtet. Es lag im Nordosten des heutigen Kreises Zhengding der chinesischen Provinz Hebei. Er befand sich einst zwischen den alten Staaten Yan und Zhao.